# Popoviané
Pour l’article homonyme, voir Popoviané.
Popoviané (en bulgare Поповяне) est un village situé dans l'ouest de la Bulgarie. Il fait partie de la commune de Samokov.

## Géographie
Le village de Popoviané est situé dans l'ouest de la Bulgarie, à 40 km au sud de la capitale Sofia. Il se trouve à l'extrémité nord-est de la plaine de Samokov, au pied du versant sud-ouest de la montagne Plana. À proximité du village se trouvent les montagnes Vitocha au nord et Vérila à l'ouest ; par beau temps, on voit au sud le massif du Rila.
| 1934  | 1946  | 1956  | 1975 | 1992 | 2001 | 2011 | 2021 | 2024 |
| ----- | ----- | ----- | ---- | ---- | ---- | ---- | ---- | ---- |
| 1 817 | 1 891 | 1 587 | 727  | 455  | 384  | 265  | 306  | 334  |

## Histoire
D'après les légendes locales recueillies dans les années 1970-1980, le village serait apparu au XVe ou au XVIe siècle.
Après la libération de la Bulgarie en 1878, la population de Popoviané croît rapidement. Toutefois, elle commence à décliner après la prise du pouvoir par les communistes et l'exode rural s'accélère après 1956.

## Éducation et culture
En 1830 est ouverte une école primaire monastique qui a fonctionné jusqu'à en 1894. En 1891 fut détruit le konak turc et à sa place furent construits un nouveau bâtiment, à pièce unique, pour l'école primaire monastique et un autre bâtiment pour l'école publique qui ouvrit cette année. En 1926–1933 fut construit un bâtiment massif, à deux étages, pour l'école publique. Cette école était fréquentée, en 1946–1947, par plus de 400 élèves auxquels enseignaient 16 maîtres d'école. Un exode rural massif commence en 1956, ce qui entraine la fermeture de l'école en 1974.

## Galerie

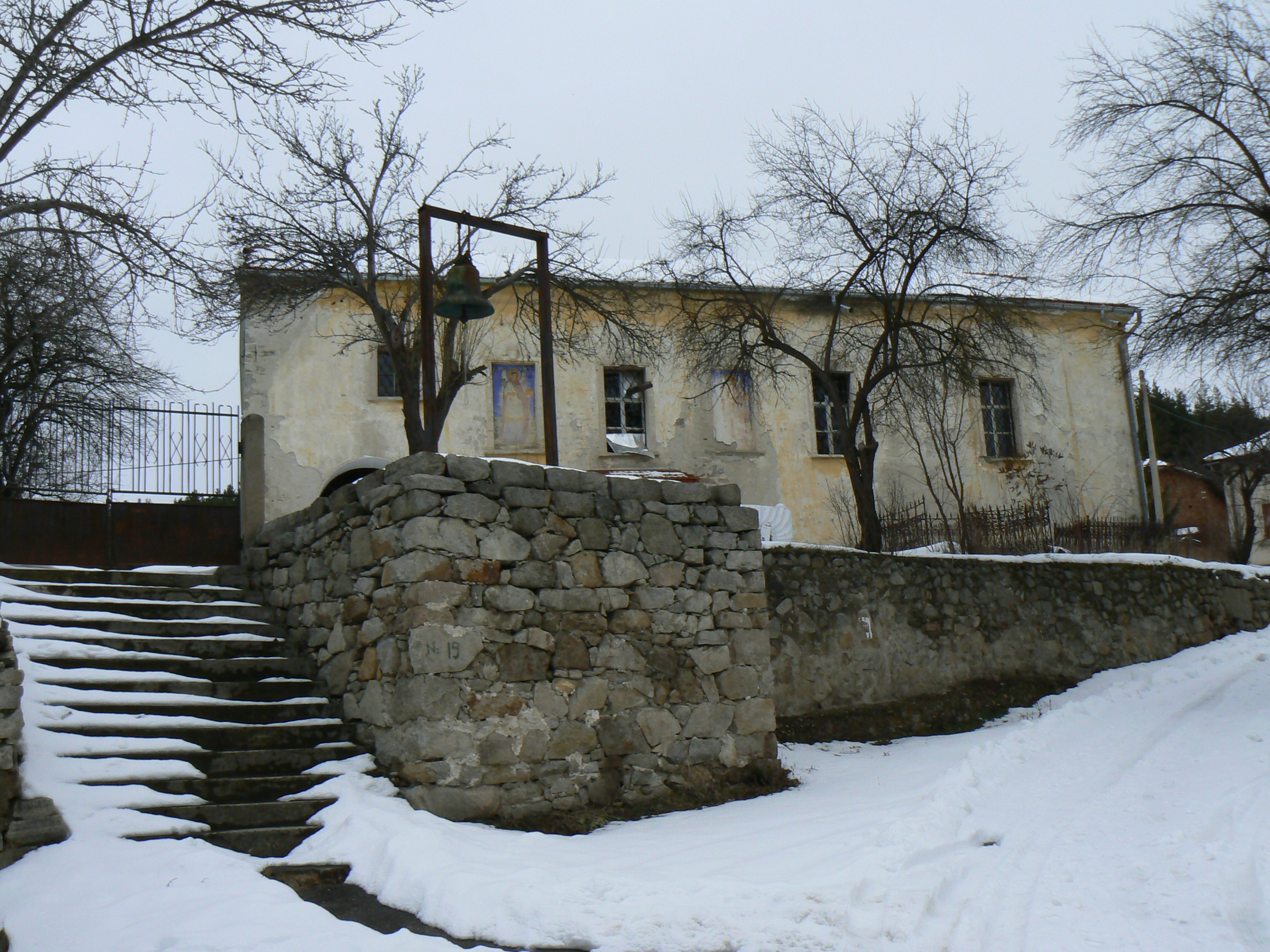
Église "Saint archange Michel"
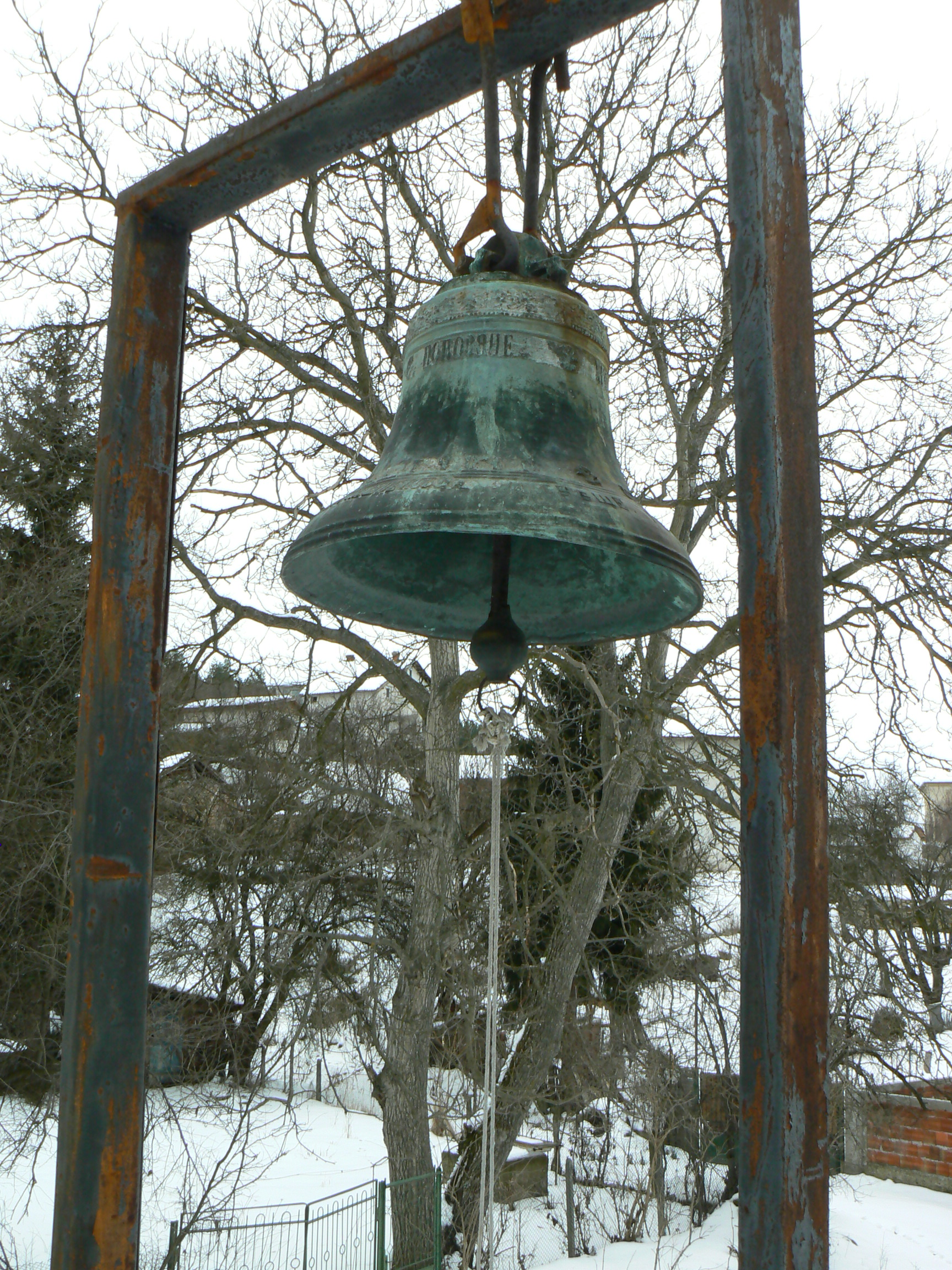
La cloche de l'eglise
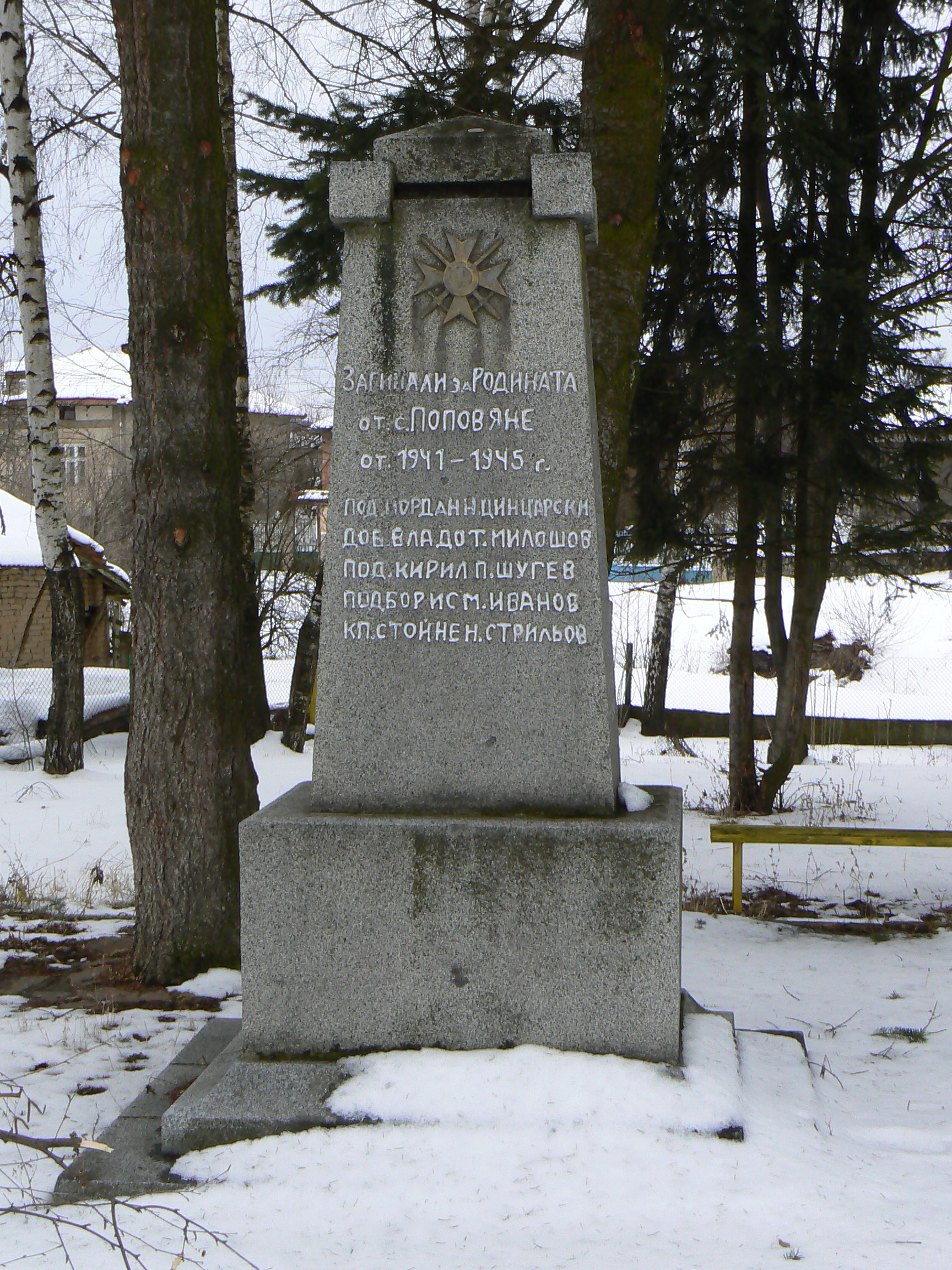
Monument aux morts pour la patrie entre 1941 et 1945
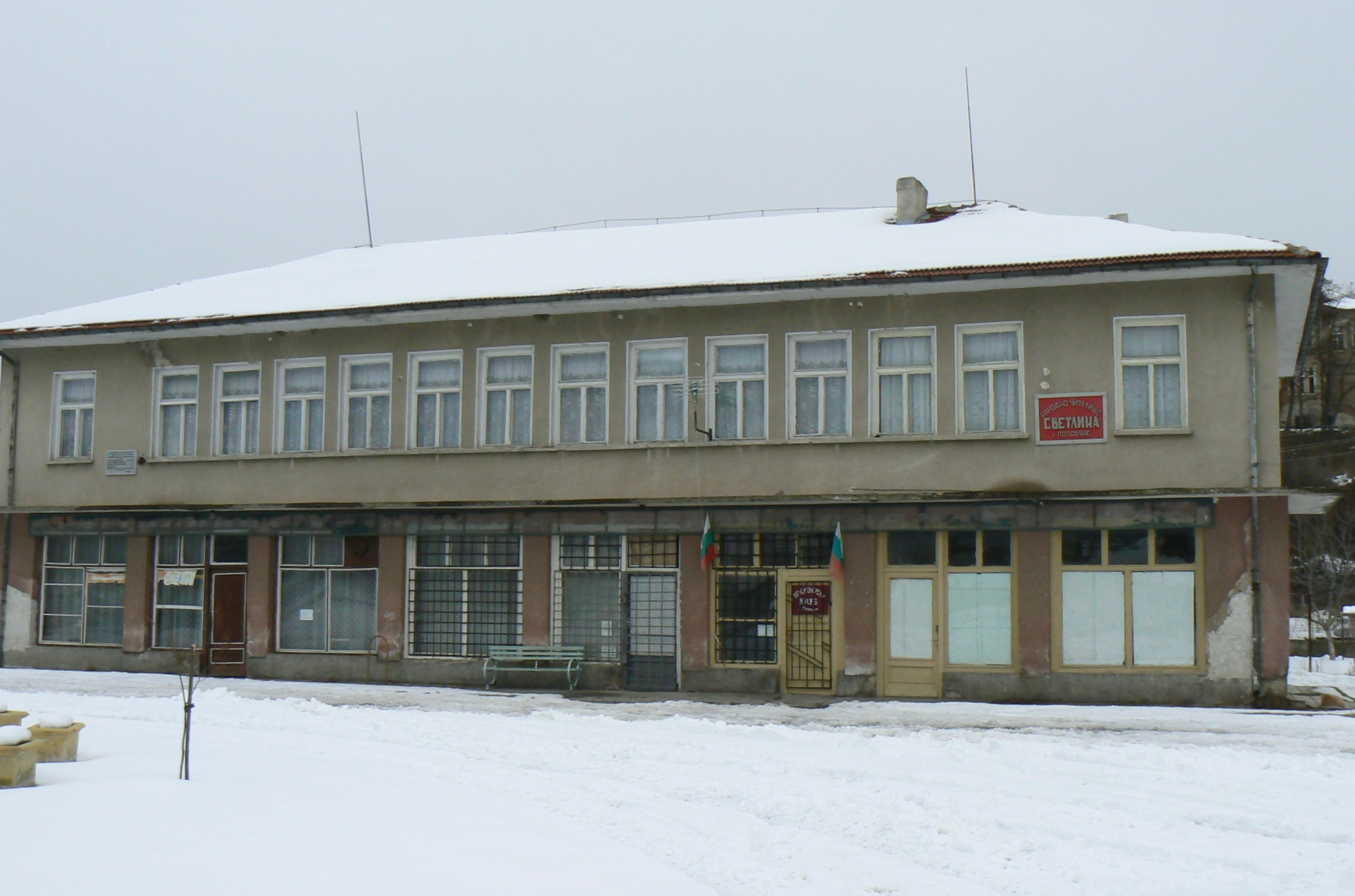
Le Tchitalichté "Svétlina"
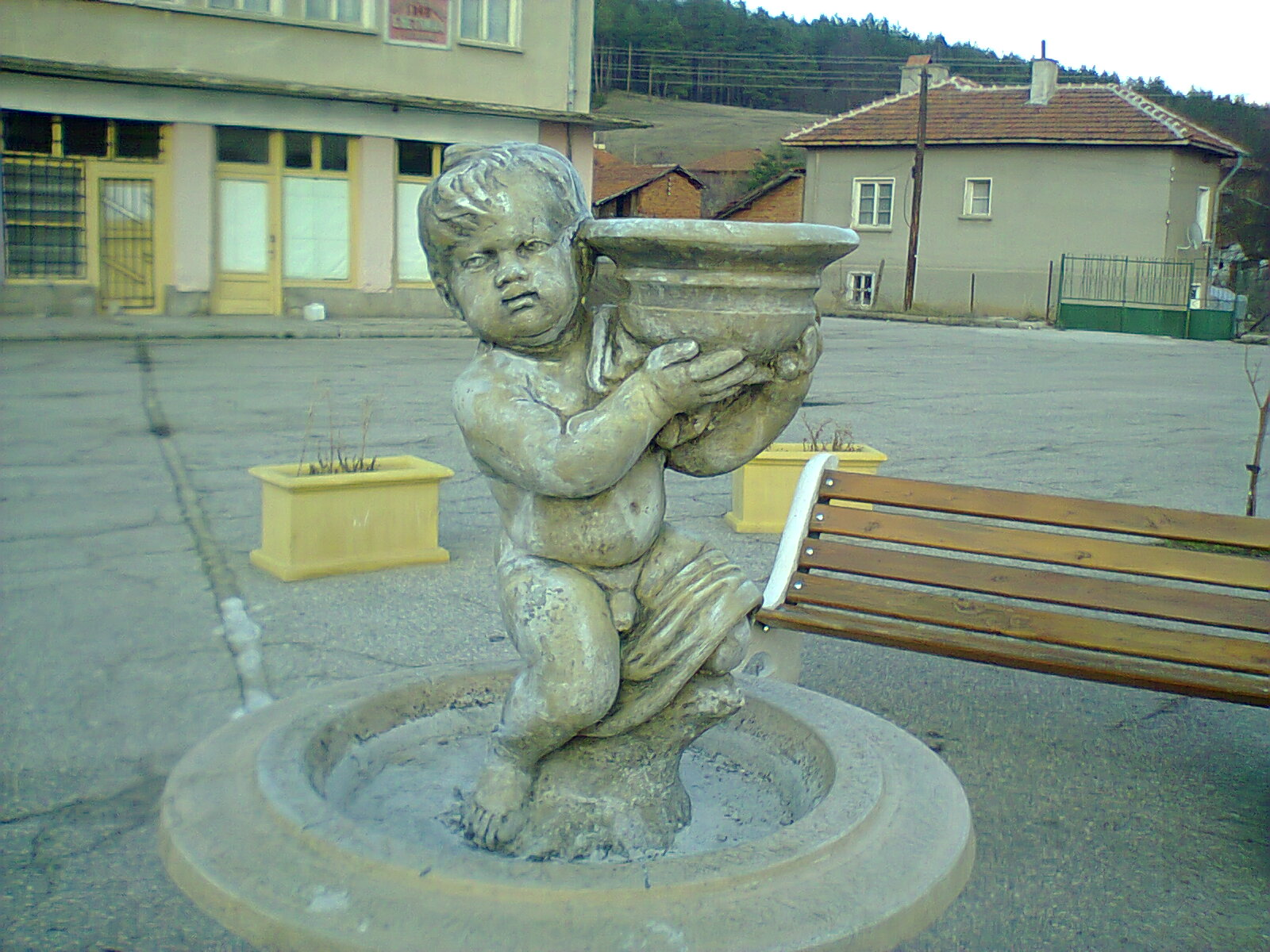
Fontaine sur la place centrale